# トッレ・エヘクティバ
トッレ・エヘクティバ（スペイン語: Torre Ejecutiva）は、ウルグアイ大統領の官邸。

## 歴史
1965年に建設が開始されたが、1973年から1985年まで続いた軍事政権時代の下において建設が中断されていた。その後にタバレ・バスケス大統領下において建設が再開され2008年に完成した。

## 建物
トッレ・エヘクティバは12階建で、高さは56 m。
1階から9階までのフロアは南棟と北棟の2つのエリアに分かれている。

## ギャラリー

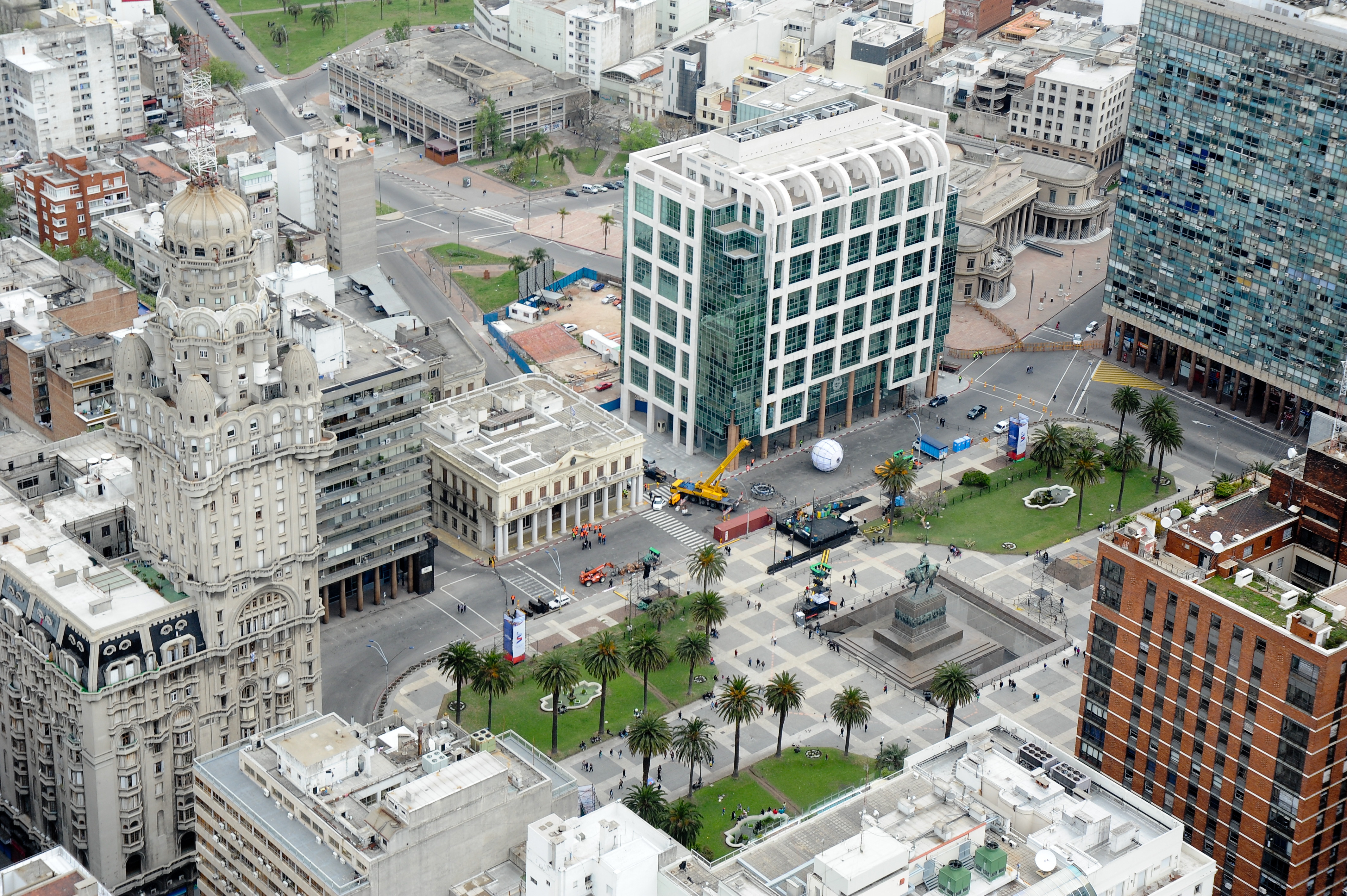
空中写真
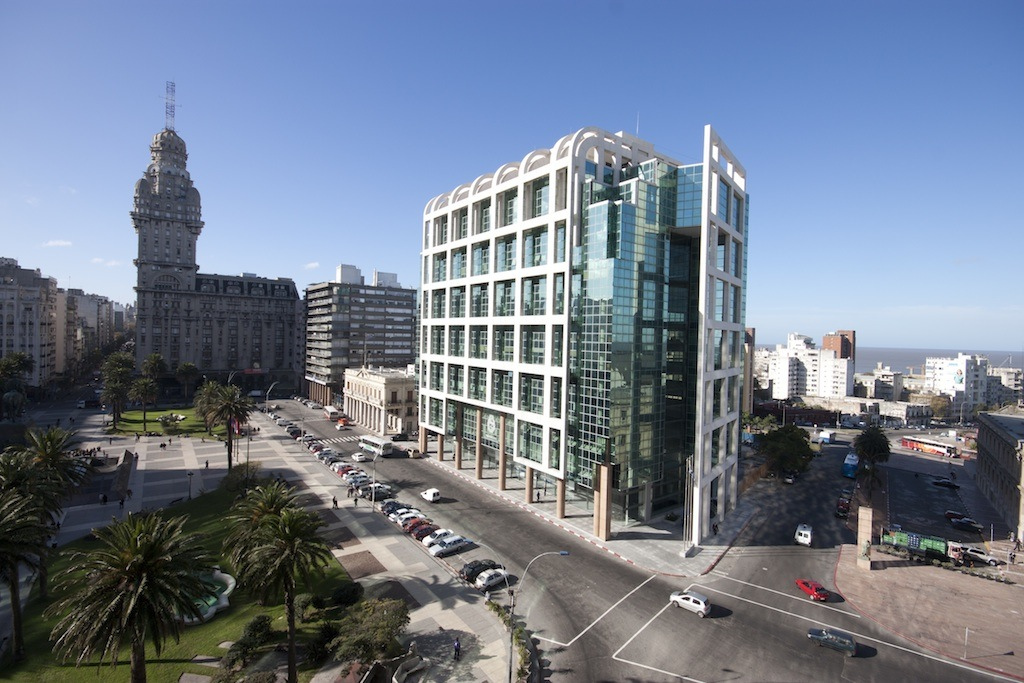
トッレ・エヘクティバ（右手前）とサルボ宮殿（英語版）
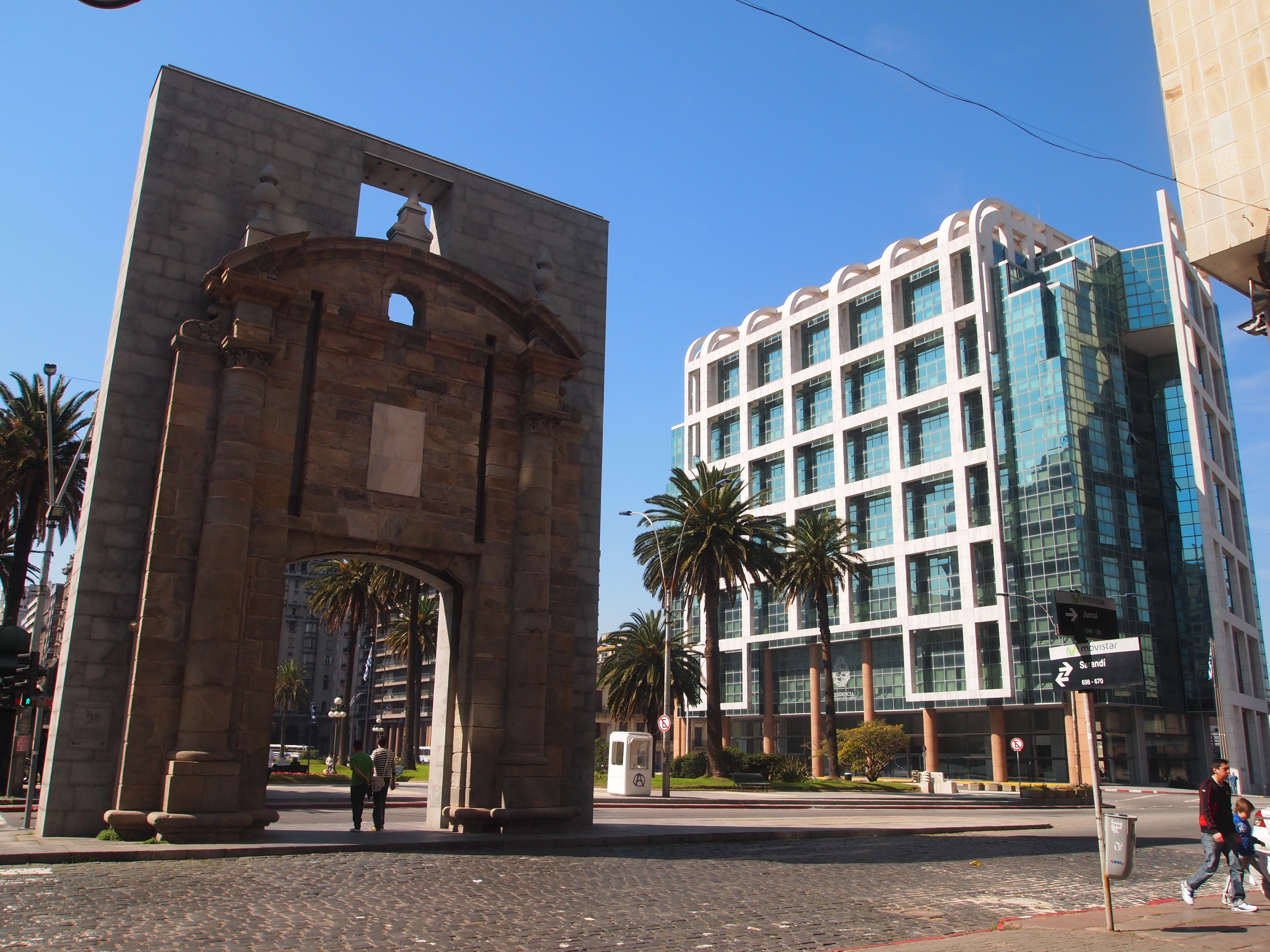
トッレ・エヘクティバ（右奥）とシタデルの門（英語版）